# Kumalorina sancta
Kumalorina sancta är en insektsart som beskrevs av Otte, D. och Perez-gelabert 2009. Kumalorina sancta ingår i släktet Kumalorina och familjen syrsor. Inga underarter finns listade i Catalogue of Life.